# Stomp the Yard 2: Homecoming
Stomp the Yard 2: Homecoming är en amerikansk romantisk dramatisk dansfilm från 2010 och uppföljaren på Stomp the Yard (2007).

## Handling
Rivaliteten på Truth University ökar under förberedelserna inför en nationell danstävling. Theta Nus förlitar sig på att deras nya medlem Chance Harris (Collins Pennie) ska leda dem till seger. Men han kan inte fokusera på grund av sina egna problem. När han blir osams med sin pappa, hamnar i kärlekstrubbel och dessutom jagas av ett gatugäng på grund av en obetald skuld, måste Chance bestämma sig för vad som verkligen är viktigt och fatta beslut som kommer att påverka hans liv.

## Rollista
- Collins Pennie - Chance Harris
- Columbus Short - DJ
- Pooch Hall - Dane
- Joshua Walker - Joe
- Tika Sumpter - Nikki
- Stephen "tWitch" Boss - Taz
- Terrence J - Ty
- Kiely Williams - Brenda
- Jasmine Guy - Janice
- David Banner - Jay
- Keith David - Terry Harris
- Teyana Taylor - Rena
- Teairra Monroe - Brooke
- Lamar Stewart - Wynn
- Tyler Nelson - Bryce
- Babbal Kumar - mörk dansare
- Terrence Polite - Roy
- Rickey Smiley - Finale MC
- George "Gee" Alexander - Craig "C-Killa"

## Soundtrack
1. Don't Get Caught Slippin' - Ace Hood
2. Go (Time To Get) - Get Cool
3. Bounce - John-John
4. Evil - Jasper Sawyer
5. We Got 'Em - Mr. Robotic
6. Here To Party - Classic
7. College Chicks - G-Side
8. Get Ya Money Up - Short Dawg
9. Nervous - John Forté
10. Third Degree - Rae ft. Basko & Nomadik
11. Rock Yo Body - Will Wreck ft. Clout Cartel
12. Get Cool - I'm Grown
13. To The Top - B Double E
14. Stomp Score Suite - Todd Bozung